# Campionato asiatico maschile di pallamano 1983
Il Campionato asiatico maschile di pallamano 1983 è stata la terza edizione del torneo organizzato dalla Asian Handball Federation e rivolto a nazionali asiatiche di pallamano maschile. Il torneo si è svolto dal 25 settembre al 1º ottobre 1983 in Corea del Sud, ospitato nella città di Seul.
Il torneo ha visto l'affermazione della nazionale della Corea del Sud per la prima volta nella sua storia.

## Squadre partecipanti
- Corea del Sud
- Kuwait
- Arabia Saudita
- Giappone
- Bahrein
- Qatar
- Giordania
- Hong Kong

## Podio
| Pos. | Squadra       |
| ---- | ------------- |
| 1°   | Corea del Sud |
| 2°   | Giappone      |
| 3°   | Kuwait        |